# Lobocleta figurinata
Lobocleta figurinata är en fjärilsart som beskrevs av Achille Guenée 1858. Lobocleta figurinata ingår i släktet Lobocleta och familjen mätare. Inga underarter finns listade i Catalogue of Life.